# Champagnehuis

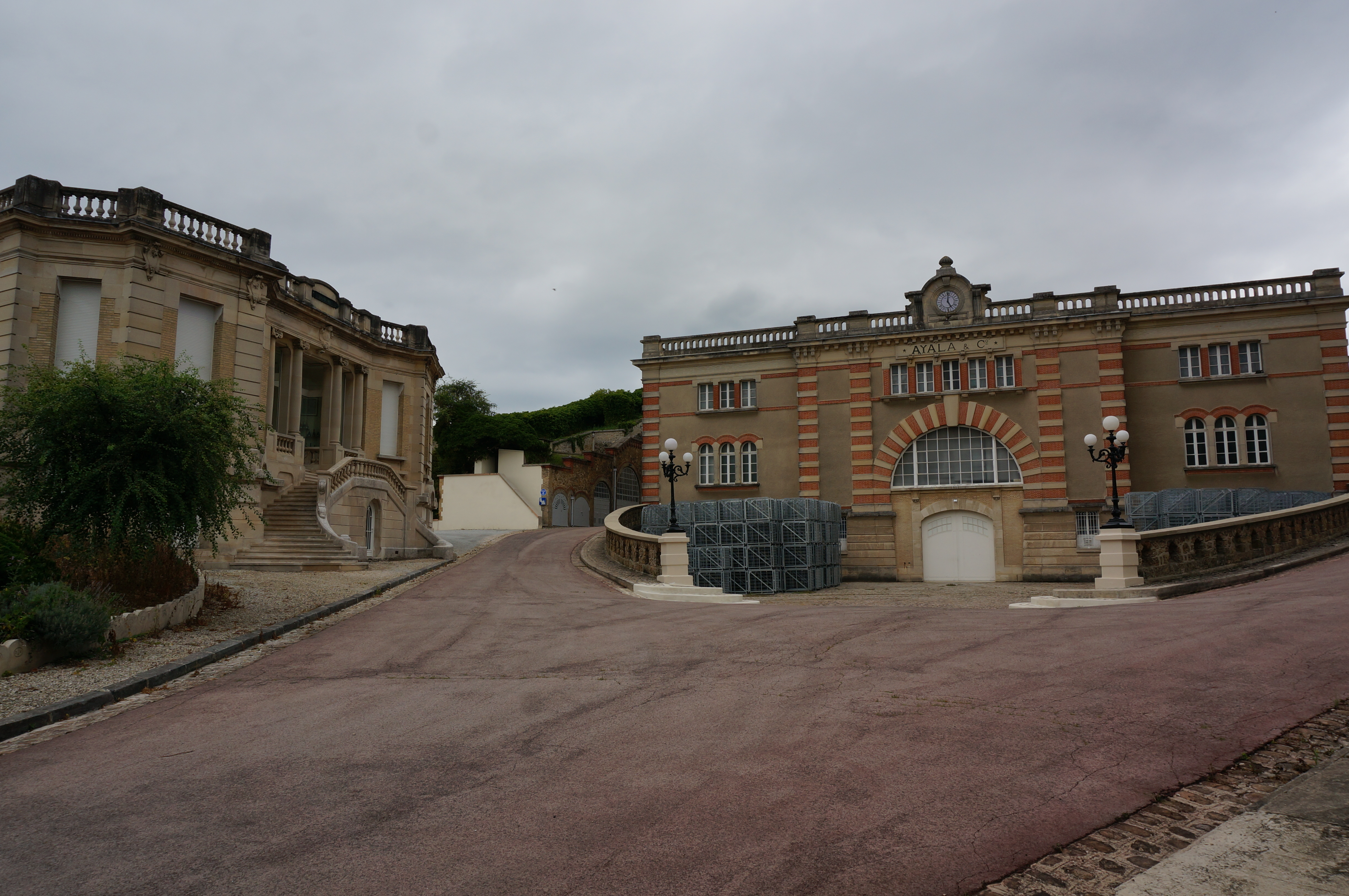
Champagnehuis Ayala

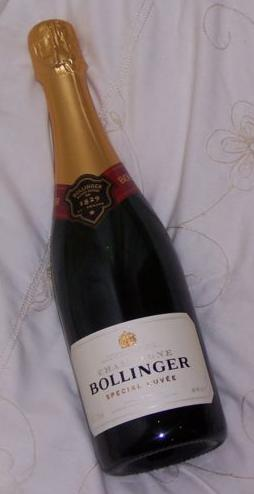
Een fles Bollinger

Een champagnehuis (Frans: Maison de champagne) is een bedrijf dat de gelijknamige mousserende wijn, de champagne, produceert en verkoopt. 

## Achtergrond
De champagnehuizen bezitten wijngaarden en kopen druiven in van de boeren die gerechtigd zijn om de druiven voor de champagne te verbouwen. Ze vinificeren het gewonnen most volgens de méthode traditionnelle en laten de flessen drie jaar of langer rijpen in de kelder of "crayère", grote in de kalkrotsen uitgehouwen gangen en spelonken. De huizen hebben ieder een eigen stijl en signatuur, afhankelijk van de assemblage van de drie gebruikte druivenrassen, de grond waarop de druiven werden verbouwd, de gisting, de persing, de rijping en de vermenging met oudere champagnes uit de kelders.
De champagnehuizen investeren veel geld in reclame en promotie van de champagne. Zij doen hun best om de kwaliteit en exclusiviteit van de champagne te bewaken. De champagneindustrie is een bedrijf met een miljardenomzet en er werken duizenden mensen. De sector heeft dan ook flinke politieke invloed en zet zich in om ook met wettelijke maatregelen de exclusiviteit van de champagne te bewaken. Het is aan deze invloed te danken dat schuimwijnen van buiten de Champagne niet langer op hun etiketten de woorden "méthode champenoise" mogen vermelden. Ook wanneer de mousserende wijn volgens de in de Champagne gebruikte wijze werd gemaakt mag deze sinds 1994 alleen nog maar met "Méthode traditionnelle" worden aangeduid.
De grote champagnehuizen zijn gevestigd in de steden Reims, Ay of Épernay. Ieder van deze steden heeft vanouds een eigen stijl of type champagne geproduceerd. De champagnehuizen verwerkten in de tijd dat de druiven nog niet zo snel konden worden verwerkt de druiven uit de naaste omgeving. Dat waren in Reims vooral de pinot noir en de pinot meunier zodat de meeste huizen in Reims, met uitzondering van Ruinart, als "pinot noirhuis" kunnen worden gekarakteriseerd. De huizen in Épernay verwerkten een groter aandeel chardonnay uit de wijngaarden rond die stad. Zij zijn "chardonnayhuizen". In Ay, ten noordoosten van Epernay, wordt een wijn geproduceerd die qua type tussen beide typen in ligt.
Niet iedere fabrikant van champagne is ook een "champagnehuis". De vele kleine fabrikanten kunnen niet voldoen aan de hoge eisen van de Union des Maisons de Champagne.

## Eisen
De Union des Maisons de Champagne (afgekort als UMC en in het Nederlands “Unie van Champagnehuizen”) stelt zekere eisen aan een champagnehuis. Het is een agrarisch of industrieel en commercieel (en niet uitsluitend agrarisch) bedrijf dat de materiële en menselijke middelen die nodig zijn voor de ontwikkeling en de wereldwijde distributie van een groot merk van Champagne regelt.
Uit een selectie van druivenrassen en wijnjaren koopt een dergelijk huis druiven en most van de wijngaarden (vignerons) in het kader van een duurzame partnerschap. Deze leveringen worden meestal aangevuld door het oogsten van de eigen wijngaarden van het huis.
Een champagnehuis produceert en ontwikkelt haar wijnen uit een selectie van stille wijnen. Het champagnehuis assembleert met behulp van de opgebouwde reserve volgens een traditionele ontwikkelingsproces de vereiste wijnen. Deze knowhow garandeert dat de klant ieder jaar weer de kwaliteit en stijl die de kenmerken van het merk zijn terugvindt.
Een champagnehuis verkoopt onder zijn merknamen wijnen aan een wereldwijde klantenkring. De grote champagnemerken werden gedurende drie eeuwen ontwikkeld en de champagnehuizen steunen de internationale reputatie van de mousserende wijnen van de Champagne.
Dit alles houdt in dat een bedrijf dat niet alle materiële en personele middelen controleert die nodig zijn voor de ontwikkeling en marketing van een merk niet onder de «Maisons de champagne» en de leden van de UMC kan worden geteld.
Wie niet aan deze voorwaarden voldoet blijft een eenvoudige handelaar, een van de honderden die geregistreerd staan bij het CIVC.
De champagnehuizen die lid zijn van de UMC onderscheiden zich van andere producenten van champagne door hun juridische, fiscale en sociale status en hun bereidheid zich te onderwerpen aan bindende regelingen.
Ondernemingen waarvan de hoofdactiviteit buiten de landbouw ligt kunnen geen lid zijn van de UMC. Zij kunnen wel als "geassocieerde leden" worden toegelaten.
De unie van champagnehuizen publiceert op de eigen website de lijst van de 78 champagnehuizen die in 2024 lid zijn van het UMC. Formeel de "l'union syndicale associative d’entreprises élaborant de Grandes Marques de Champagne (Depuis 1882)"..

## Geregistreerde champagnehuizen, hun cuvées de prestige en eigenaren
Deze 78 champagnehuizen waren in 2024 lid van de Union des Maisons de Champagne. De kolom Cuvée de prestige bevat de beste champagne van het huis ("Vintage" indien van toepassing).
| Huis                        | Gesticht in | Vestigings plaats      | Cuvée de prestige | Eigenaar                           |
| --------------------------- | ----------- | ---------------------- | --- | ---------------------------------- |
| Abelé                       | 1757        | Reims                  | Sourire de Reims | Freixenet                          |
| Ayala                       | 1860        | Ay                     | Ayala Brut Millésime (Vintage)                                                                                                | Société Jacques Bollinger          |
| Billecart-Salmon            | 1818        | Mareuil-sur-Ay         | Billecart-Salmon Brut Réserve Clos St Hilare                                                                                  | Zelfstandig bedrijf                |
| Binet                       | 1849        | Reims                  | Binet Brut Elite Binet Elite Rosé (Binet Rosé de saignée) Binet Elite Blanc de Noirs Binet Médaillon Rouge (Vintage)          | Zelfstandig bedrijf                |
| Boizel                      | 1834        | Épernay                | Joyau de France (Vintage) | Lanson-BCC                         |
| Bollinger                   | 1829        | Ay                     | Vieilles Vignes Françaises (Vintage) R.D. (Récemment Dégorgé)(Vintage)                                                        | Société Jacques Bollinger          |
| Raymond Boulard             | 1952        | La Neuville-aux-Larris | | Zelfstandig bedrijf                |
| Brice                       | 1994        | Bouzy                  | | Zelfstandig bedrijf                |
| Edouard Brun                | 1898        | Ay                     | | Zelfstandig bedrijf                |
| Bruno Paillard              | 1981        | Reims                  | Bruno Paillard Nec Plus Ultra (Vintage) Bruno Paillard brut première cuvée (Vintage)                                          | Zelfstandig bedrijf                |
| Besserat de Bellefon        | 1843        | Épernay                | Cuvée des Moines | Lanson-BCC                         |
| Canard-Duchêne              | 1868        | Ludes                  | Grande Cuvée Charles VII | Groupe Thiénot                     |
| Cattier                     | 1918        | Chigny-les-Roses       | Clos du Moulin | Zelfstandig bedrijf                |
| Chanoine Frères             | 1730        | Reims                  | Champagne Tsarine | Lanson-BCC                         |
| Charles Heidsieck           | 1851        | Reims                  | Blanc des Millénaires (Vintage)                                                                                               | Rémy Cointreau                     |
| Veuve Cheurlin              | 1919        | Celles-sur-Ource       | | Zelfstandig bedrijf                |
| Comte de Dampierre          | 1880        | Chenay                 | | Zelfstandig bedrijf                |
| Cuperly                     | 1977        | Verzy                  | | Zelfstandig bedrijf                |
| De Castellane               | 1895        | Épernay                | De Castellane Commodore (Vintage)                                                                                             | Laurent Perrier                    |
| Charles de Cazanove         | 1811        | Reims                  | De Cazanove Stradivarius | Groupe Rapeneau                    |
| Telmont                     | 1912        | Damery                 | Le Grand Couronnement (Millésime)                                                                                             | Familie Lhopital                   |
| De Venoge                   | 1837        | Épernay                | Grand Vin des Princes (Vintage)                                                                                               | Groupe Boizel, Chanoine, Champagne |
| Delamotte                   | 1760        | Le Mesnil-sur-Oger     | | Laurent-Perrier                    |
| Deregard Massing            | 1936        | Avize                  | | Zelfstandig bedrijf                |
| Desmoulins                  | 1908        | Épernay                | | Zelfstandig bedrijf                |
| Deutz                       | 1838        | Ay                     | Amour de Deutz (Vintage) | Louis Roederer                     |
| Dosnon & Lepage             | 2007        | Avirey-Lingey          | | Zelfstandig bedrijf                |
| Duval-Leroy                 | 1859        | Vertus                 | Femme de Champagne (alleen bij een bovengemiddeld goede oogst) Fleur de Champagne (alleen bij een bovengemiddeld goede oogst) | Familiebedrijf                     |
| Gardet                      | 1895        | Chigny-les-Roses       | | Zelfstandig bedrijf                |
| Henri Giraud                | 1975        | Ay                     | |                                    |
| Gosset                      | 1584        | Ay                     | Celebris (Vintage) Grand Millésime (Vintage)                                                                                  | Renaud-Cointreau                   |
| Alfred Gratien              | 1864        | Épernay                | | Henkell & Söhnlein                 |
| Nicolas Gueusquin           | 1994        | Dizy                   | |                                    |
| Heidsieck & Co Monopole     | 1785        | Épernay                | Diamant Bleu (Vintage) | Vranken-Pommery Monopole           |
| Henriot                     | 1808        | Reims                  | Henriot Cuvée des Enchanteleurs (Vintage) Henriot brut Souverain (Vintage)                                                    | Zelfstandig bedrijf                |
| Irroy                       | 1820        | Reims                  | |                                    |
| Ivernel                     | 1963        | Ay                     | | Renaud-Cointreau                   |
| Jacquesson & Fils           | 1798        | Dizy                   | Avize Grand Cru (Vintage) | Zelfstandig bedrijf                |
| Jacquinot & Fils            | 1947        | Épernay                | |                                    |
| Jeeper                      | 1944        | Épernay                | |                                    |
| Joseph Perrier              | 1825        | Châlons-en-Champagne   | | Groupe Thiénot                     |
| Krug                        | 1843        | Reims                  | Krug (Vintage) Clos du Mesnil (alleen bij een bovengemiddeld goede oogst)                                                     | LVMH                               |
| Charles Lafitte             | 1848        | Épernay                | Orgueil de France (alleen bij een bovengemiddeld goede oogst)                                                                 | Vranken-Pommery Monopole           |
| Lallier                     | 1966        | Ay                     | |                                    |
| Lanson                      | 1760        | Reims                  | Lanson Noble Cuvée (Vintage)                                                                                                  | Lanson-BCC                         |
| Laurent-Perrier             | 1812        | Tours-sur-Marne        | Grand Siècle | Laurent Perrier                    |
| Lemoine                     | 1857        | Tours-sur-Marne        | | Laurent Perrier                    |
| A.R. Lenoble                | 1920        | Damery                 | |                                    |
| Lombard & Cie               | 1925        | Épernay                | | Zelfstandig bedrijf                |
| Mansard Baillet             | 1910        | Épernay                | | Rapeneau                           |
| Marie Stuart                | 1867        | Reims                  | Marie Stuart Cuvée de la Sommelière Marie Stuart Brut Millésime (Vintage)                                                     | Alain Thiénot                      |
| G.H. Martel & Co.           | 1869        | Reims                  | | Rapeneau                           |
| Mercier                     | 1858        | Épernay                | Mercier Vendange (Vintage) | LVMH                               |
| Meunier & Cie               | 1894        | Ay                     | Meunier & Cie Cuvee du Fondateur                                                                                              |                                    |
| Charles Mignon-Léon Launois | 1995        | Épernay                | | Stock company                      |
| Pierre Mignon               | 1970        | Le Breuil              | | Zelfstandig bedrijf                |
| Moët & Chandon              | 1743        | Épernay                | Dom Pérignon (Vintage) | LVMH                               |
| Montaudon                   | 1891        | Reims                  | | LVMH                               |
| Moutard-Diligent            | 1927        | Buxeuil                | Moutard-Diligent Vieilles Vignes "cépage Arbane" Cuvée "6 Cépages"                                                            | Zelfstandig bedrijf                |
| G.H. Mumm                   | 1827        | Reims                  | Mumm de Cramant | Pernod Ricard                      |
| Perrier-Jouët               | 1811        | Épernay                | Perrier-Jouët Belle Époque (Vintage)                                                                                          | Pernod Ricard                      |
| Philipponnat                | 1522        | Mareuil-sur-Ay         | Clos des Goisses (Vintage) | Lanson-BCC                         |
| Piper-Heidsieck             | 1785        | Reims                  | Piper-Heidsieck Rare | Rémy-Cointreau                     |
| Pol Roger                   | 1849        | Épernay                | Pol Roger Sir Winston Churchill (Vintage)                                                                                     | Zelfstandig bedrijf                |
| Pommery                     | 1836        | Reims                  | Pommery Cuvée Louise (Vintage)                                                                                                | Vranken-Pommery Monopole           |
| Eugène Ralle                | 1925        | Verzenay               | |                                    |
| Louis Roederer              | 1776        | Reims                  | Cristal (Vintage) | Familiebedrijf                     |
| Ruinart                     | 1729        | Reims                  | Ruinart Dom Ruinart (Vintage) Ruinart blanc de blancs (Vintage)                                                               | LVMH                               |
| Louis de Sacy               | 1967        | Verzy                  | | Zelfstandig bedrijf                |
| Salon                       | 1905        | Le Mesnil-sur-Oger     | Champagane Salon vintage (Vintage)                                                                                            | Laurent-Perrier                    |
| Cristian Senez              | 1973        | Essoyes                | | Zelfstandig bedrijf                |
| Soutiran                    | 1990        | Ambonnay               | | Zelfstandig bedrijf                |
| Taittinger                  | 1734        | Reims                  | Comtes de Champagne (Vintage)                                                                                                 | Taittinger                         |
| Thiénot                     | 1985        | Reims                  | Cuvée Alain Thiénot (Vintage) Cuvée Stanislas (Vintage) Cuvée Garance (Vintage) La vigne aux Gamins (Vintage)                 | Groupe Thiénot                     |
| Veuve Clicquot Ponsardin    | 1772        | Reims                  | La Grande Dame (Vintage) Carte jaune (Vintage) Clicquot Rich Reserve (Vintage)                                                | LVMH                               |
| Vranken                     | 1979        | Épernay                | Vranken Demoiselle (alleen bij een bovengemiddeld goede oogst)                                                                | Vranken-Pommery Monopole           |

## Kleine huizen
| HUIS            | Gesticht in | Vestigingsplaats | Cuvée de prestige          | Eigenaar       |
| --------------- | ----------- | ---------------- | -------------------------- | -------------- |
| Diebolt-Vallois | 1890        | Cramant          | Fleur de Passion (Vintage) | Familiebedrijf |

## Huizen die geen lid zijn van de UMC
| HUIS               | Gesticht in | Vestigingsplaats  | Cuvée de prestige                | Eigenaar            |
| ------------------ | ----------- | ----------------- | -------------------------------- | ------------------- |
| Delbeck            | 1832        | Reims             |                                  |                     |
| Drappier           | 1808        | Urville           | Grande Sendrée (Vintage)         | Familiebedrijf      |
| Gauthier           | 1858        | Épernay           | Gauthier Grande Réserve Brut     | Lanson-BCC          |
| Nicolas Feuillatte | 1972        | Chouilly          | Nicolas Feuillatte Palmes d'Or   | Co-operative        |
| Selosse            | 1960        | Avize             |                                  | Zelfstandig bedrijf |
| Paul Goerg         | 1950        | Vertus            | Cuvée Lady C. (Vintage)          |                     |
| Vilmart            | 1872        | Rilly-la-Montagne | Vilmart Coeur de Cuvée (Vintage) | Zelfstandig bedrijf |

## Andere merken en fabrikanten van champagne
Dit is een onvolledige lijst van fabrikanten die geen lid zijn van de Union des Maisons de Champagne, niet meer in de handel gebrachte merken en opgeheven champagnehuizen.
B
- Champagne Bricout geen lid van de Union des Maisons de Champagne

C
- Champagne Beaumont des Crayères geen lid van de Union des Maisons de Champagne
- Champagne Chanoine Frères lid van de Union des Maisons de Champagne, onder andere naam.
- Château Malakoff is geen lid van de Union des Maisons de Champagne. het is een champagnehuis dat onder drie verschillende etiketten flessen champagne verkoopt. Het gaat om Champagne Jeanmaire, Champagne Oudinot en Champagne Beaumet. Het bedrijf is sinds 1981 onderdeel van Laurent-Perrier.

D
- Champagne De Saint-Gall geen lid van de Union des Maisons de Champagne

G
- Gosset geen lid van de Union des Maisons de Champagne

J
- Jacquesson & Fils lid van de Union des Maisons de Champagne, maar onder een andere naam
- Juglar (champagne) geen lid van de Union des Maisons de Champagne

K
- Champagne Koch geen lid van de Union des Maisons de Champagne

L
- Adrien Lannes de Montebello oud merk, niet meer in de handel
- Alfred Lannes de Montebello oud merk, niet meer in de handel
- Louis Napoléon Lannes is een oud merk, niet meer in de handel

P
- Champagne Pannier geen lid van de Union des Maisons de Champagne
- Champagnes Piper-Heidsieck et Charles Heidsieck geen lid van de Union des Maisons de Champagne, althans niet onder deze naam

Cristal is de cuvée de prestige van het huis Louis Roederer en Dom Pérignon is een vergelijkbare wijn van Moët & Chandon. Beide huizen zijn lid van de Union des Maisons de Champagne.